# Leonel Paiva

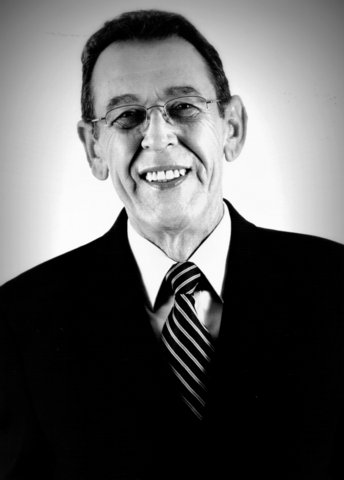
Leonel Paiva

Ildeu Leonel Oliveira de Paiva (Frutal, 19 de abril de 1944 - Brasília, 8 de janeiro de 2012) foi um radialista, publicitário, jornalista e político brasileiro.
Elegeu-se suplente do senador Valmir Campelo em 1990. Em 1997, Campelo foi nomeado ministro do Tribunal de Contas da União e deixou o Senado, abrindo a vaga para Leonel Paiva.
Renunciou ao cargo no fim de 1997.  Em 2003, afastou-se da política para tratar de seus problemas de saúde. Morreu de angiopatia cerebral isquêmica.